# Alianza por México (2000)
La Alianza por México de 2000 fue una coalición electoral de México que conformaron el Partido de la Revolución Democrática, el Partido del Trabajo, Convergencia, el Partido Alianza Social y el Partido de la Sociedad Nacionalista para participar en las Elecciones de 2000 y que postuló como su candidato a la presidencia a Cuauhtémoc Cárdenas Solórzano.
El nombre de esta coalición surgió durante los meses previos al inicio del proceso electoral, cuando todos los partidos políticos que en ese momento se encontraban en oposición al Partido Revolucionario Institucional consideraron la posibilidad de formar una amplia alianza opositora que recibió la denominación de Alianza por México, finalmente por falta de acuerdo entre quien sería el abandarado de ese coalición entre los dos principales candidatos opositores: Cárdenas y Vicente Fox, provocó que no se realizara la alianza, el Partido Acción Nacional y el Partido Verde Ecologista de México conformaron su propia alianza que postuló a Fox (y posteriormente ganó la elección) y el resto de partidos postuló a Cárdenas y conservó la denominación Alianza por México.
En las elecciones de 2006 una nueva coalición, que postula a Roberto Madrazo Pintado también ha adoptado la denominación de Alianza por México (2006)

## Resultados electorales

### Presidencia de México
| Candidato                             | Candidato | Candidato                     | Partido                              | Resultados de la coalición | Resultados de la coalición | Resultados de la coalición |
| Candidato                             | Candidato | Candidato                     | Partido                              | Votos                      | Porcentaje                 | Puesto                     |
| ------------------------------------- | --------- | ----------------------------- | ------------------------------------ | -------------------------- | -------------------------- | -------------------------- |
|                                       |           | Cuauhtémoc Cárdenas Solórzano | Partido de la Revolución Democrática | 6 256 780                  | \| \| 16.64 % \|           | 3°                         |
| Partido del Trabajo                   |           | Cuauhtémoc Cárdenas Solórzano |                                      | 6 256 780                  | \| \| 16.64 % \|           | 3°                         |
| Convergencia                          |           | Cuauhtémoc Cárdenas Solórzano |                                      | 6 256 780                  | \| \| 16.64 % \|           | 3°                         |
| Partido Alianza Social                |           | Cuauhtémoc Cárdenas Solórzano |                                      | 6 256 780                  | \| \| 16.64 % \|           | 3°                         |
| Partido de la Sociedad Nacionalista   |           | Cuauhtémoc Cárdenas Solórzano |                                      | 6 256 780                  | \| \| 16.64 % \|           | 3°                         |
| Fuente: Instituto Nacional Electoral. |           |                               |                                      |                            |                            |                            |
|                                       | 16.64 %   |                               |                                      |                            |                            |                            |

### Cámara de senadores
| Elección                              | Resultados de la coalición           | Resultados de la coalición | Resultados de la coalición | Resultados de la coalición | Resultados de la coalición | Resultados de la coalición | Resultados de la coalición |
| Elección                              | Partidos                             | Mayoría relativa           | Primera minoría            | Lista nacional             | Votos                      | Porcentaje                 | Escaños                    |
| ------------------------------------- | ------------------------------------ | -------------------------- | -------------------------- | -------------------------- | -------------------------- | -------------------------- | -------------------------- |
| 2000                                  | Partido de la Revolución Democrática | 4                          | 7                          | 4                          | 7 024 374                  | \| \| 18.85 % \|           | 17/128                     |
| 2000                                  | Partido del Trabajo                  | 0                          | 0                          | 1                          | 7 024 374                  | \| \| 18.85 % \|           | 17/128                     |
| 2000                                  | Convergencia                         | 0                          | 0                          | 1                          | 7 024 374                  | \| \| 18.85 % \|           | 17/128                     |
| 2000                                  | Partido Alianza Social               | 0                          | 0                          | 0                          | 7 024 374                  | \| \| 18.85 % \|           | 17/128                     |
| 2000                                  | Partido de la Sociedad Nacionalista  | 0                          | 0                          | 0                          | 7 024 374                  | \| \| 18.85 % \|           | 17/128                     |
| Fuente: Instituto Nacional Electoral. |                                      |                            |                            |                            |                            |                            |                            |
|                                       | 18.85 %                              |                            |                            |                            |                            |                            |                            |

### Cámara de diputados
| Elección                              | Resultados de la coalición           | Resultados de la coalición | Resultados de la coalición | Resultados de la coalición | Resultados de la coalición | Resultados de la coalición |
| Elección                              | Partido                              | Mayoría relativa           | Plurinominal               | Votos                      | Porcentaje                 | Escaños                    |
| ------------------------------------- | ------------------------------------ | -------------------------- | -------------------------- | -------------------------- | -------------------------- | -------------------------- |
| 2000                                  | Partido de la Revolución Democrática | 24                         | 26                         | 6 942 844                  | \| \| 18.68 % \|           | 66/500                     |
| 2000                                  | Partido del Trabajo                  | 2                          | 6                          | 6 942 844                  | \| \| 18.68 % \|           | 66/500                     |
| 2000                                  | Convergencia                         | 0                          | 3                          | 6 942 844                  | \| \| 18.68 % \|           | 66/500                     |
| 2000                                  | Partido Alianza Social               | 0                          | 2                          | 6 942 844                  | \| \| 18.68 % \|           | 66/500                     |
| 2000                                  | Partido de la Sociedad Nacionalista  | 0                          | 3                          | 6 942 844                  | \| \| 18.68 % \|           | 66/500                     |
| Fuente: Instituto Nacional Electoral. |                                      |                            |                            |                            |                            |                            |
|                                       | 18.68 %                              |                            |                            |                            |                            |                            |

### Gubernaturas
| Distrito Federal                                    | Andrés Manuel López Obrador | 1 641 394 | \| \| 37.55 % \| | Electo |
| Fuente: Instituto Electoral de la Ciudad de México. |                             |           |                  |        |
|                                                     | 37.55 %                     |           |                  |        |